# 제5비행전대
비행 제5전대(일본어: 飛行第5戦隊 히코 다이고센타이[*])는 일본 제국 육군 항공대의 비행전대이다. 통칭호는 "天鷲 덴와시[*] 15310부대".

## 역사
1921년 12월에 도쿄부 다치카와 비행장에서 항공 제5대대로 창설되어, 1925년 5월 1일에 비행 제5연대, 1938년 8월 1일에 공지이분법에 따라 비행 제5전대로 재편성되었다.
1942년 3월 97식 전투기에서 2식 복좌전투기로 기종을 옮겼다. 1943년부터 1944년 8월까지 필리핀 바탄 해안에서 방공, 선단 후송 임무를 수행하고, 내지로 귀환하여 아이치현 아마군 지모쿠지정에 있는 기요스 비행장에서 주쿄권의 방공임무를 맡았다. 외지로의 출동명령은 없었고, 결호 작전에 따라 전력을 보존하였으므로 일본 전역에 참전하지 않았다.

## 역대 지휘관
| # | 계급 | 성명              | 취임일          | 이임일          | 참고                         |
| - | ---- | ----------------- | --------------- | --------------- | ---------------------------- |
| 1 | 대좌 | 사노 미쓰노부     | 1925년 5월 1일  |                 |                              |
| 2 | 중좌 | 오바타 겐사부로   | 1926년 7월 28일 |                 |                              |
| 3 | 중좌 | 오가사와라 가즈오 | 1928년 3월 8일  |                 |                              |
| 4 | 대좌 | 가스가 다카시     | 1931년 8월 1일  |                 |                              |
| 5 | 대좌 | 쓰지 구니오       | 1932년 8월 1일  | 1932년 8월 8일  | [ 1 ]                        |
| 6 | 대좌 | 기노시타 하야시   | 1932년 8월 8일  |                 |                              |
| 7 | 대좌 | 다나카 다카시     | 1933년 7월 17일 | 1938년 8월 1일  | 순직                         |
| 8 | 대좌 | 시바타 신이치     | 1935년 7월 1일  |                 |                              |
| 9 | 대좌 | (알 수 없음)      | 1937년 7월 23   |                 |                              |
| ? | 대좌 | 스도 에이노스케   | 1938년 2월 10일 |                 |                              |
| ? | 대좌 | 곤도 가네토시     | 1938년 6월 13일 | 1938년 8월 31일 | 1938년 7월 15일, 대좌로 승진 |

| # | 계급 | 성명              | 취임일           | 이임일           | 참고                 |
| - | ---- | ----------------- | ---------------- | ---------------- | -------------------- |
| 1 | 대좌 | 곤도 가네토시     | 1938년 8월 31일  |                  |                      |
| 2 | 중좌 | 온다 겐조         | 1939년 8월 1일   |                  |                      |
| 3 | 중좌 | 고마쓰바라 도라오 | 19412년 8월 1일  | 1943년 10월 16일 | 순직                 |
| 4 | 소좌 | 다카다 가쓰시케 † | 1943년 10월 20일 | 1944년 5월 27일  | 비악섬 전투에서 전사 |
| 5 | 소좌 | 마쓰야마 다케오   | 1944년           |                  |                      |
| 6 | 소좌 | 야마시타 미아키   | 1944년 9월 25일  | 1945년 월 일-->  |                      |

## 기록

### 계보
- 1921년 12월 1일 航空第五大隊→항공 제5대대
- 1925년 5월 1일 飛行第5連隊→비행 제5연대
- 1938년 8월 31일, 飛行第5戦隊→비행 제5전대

### 참전
- 남서태평양 전구
  - 비악 전투

### 장비
- 전투기
  - 97식 전투기
  - 2식 복좌전투기
  - 5식 전투기

## 참고

### 인용
1. ↑  “官報” (일본어) (1683). 1932년 8월 9일.

### 자료
- 近現代史編纂会 (2001). 《航空隊戦史》 (일본어). 新人物往来社. ISBN 4-404-02945-4.
- 外山操 (1981). 《陸海軍将官人事総覧 陸軍篇》 (일본어). 芙蓉書房. ISBN 978-4829500026.
- 外山操 (1987).  森松俊夫, 편집. 《帝国陸軍編制総覧》 (일본어). 芙蓉書房. ISBN 978-4829501245.